# Thomas William Burgess

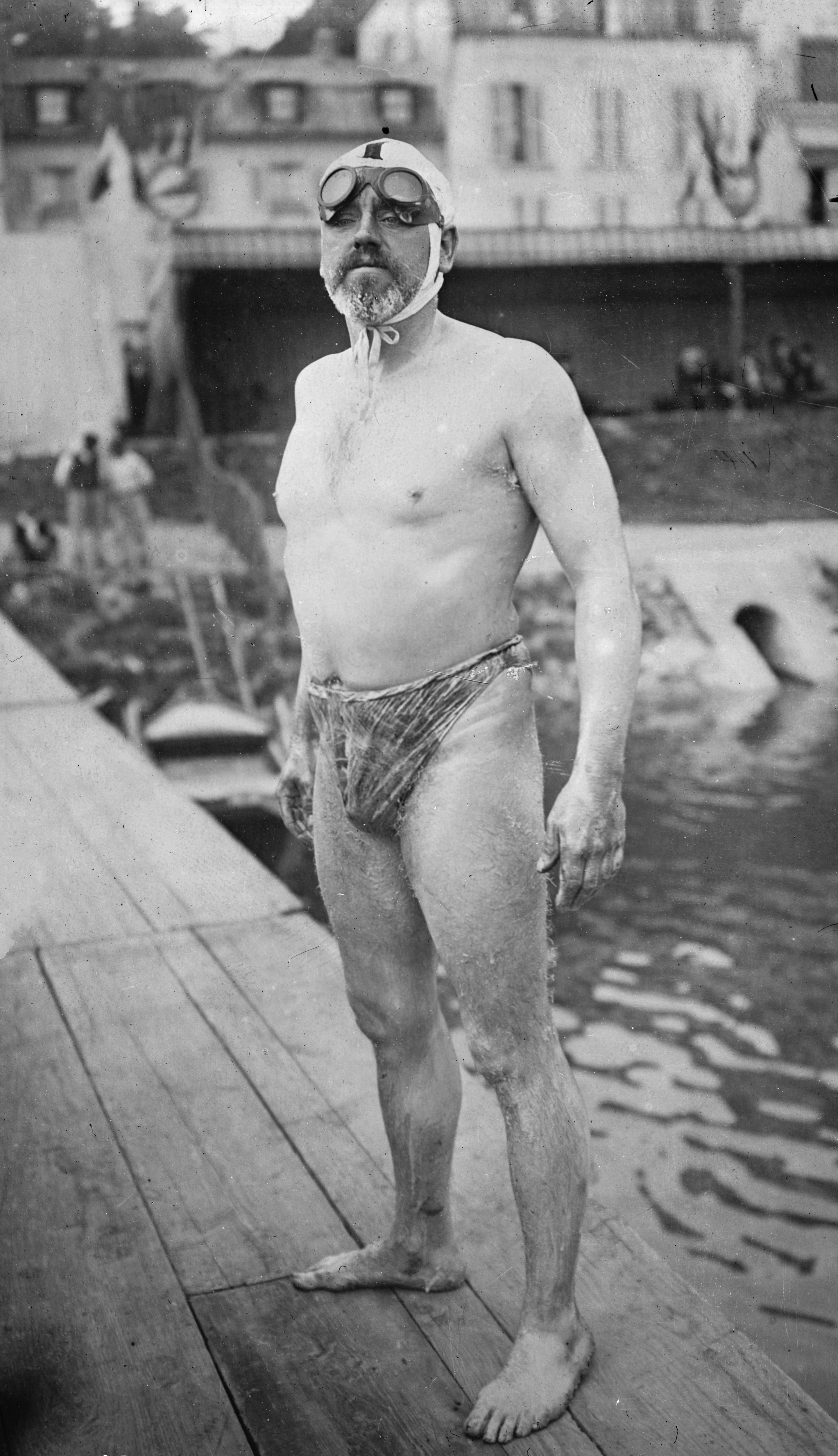
Thomas William Burgess (1911)

Thomas William „Bill“ Burgess (* 15. Juni 1872 in Rotherham; † 5. Juli 1950 in Paris) war ein britischer Schwimmer und Wasserballspieler. Er war der zweite Mensch, der den Ärmelkanal durchschwamm.
Thomas William Burgess war der Sohn von Alfred Burgess, einem Schmied, und dessen Frau Camilla Peat, einer Köchin. 1882 übernahm Alfred Burgess den Auftrag, Reifen und Räder für den Earl of Shrewsbury herzustellen und zog dazu nach London; vermutlich ging der Sohn bei ihm in die Lehre. Später wurde Bill Burgess nach Paris geschickt, um dort ein Rad- und Reifengeschäft für den Earl in der Nähe der Porte d’Asnières zu eröffnen, das er erfolgreich führte und dadurch wohlhabend wurde. In Paris wurde Burgess Mitglied des Schwimmvereins Libellule de Paris. Er heiratete eine Französin und blieb für den Rest seines Lebens in Paris. 1941 war er von Juni bis November von den deutschen Besatzern im Frontstalag 142 in Besançon interniert.
Im Alter von fünf Jahren lernte Burgess schwimmen, nachdem ihn sein Onkel in den Ferien auf der Isle of Man ins Meer geworfen hatte. Im Jahre 1900 nahm er für sein Heimatland an den Olympischen Spielen in Paris teil, in drei Schwimmdisziplinen sowie im Wasserball mit der französischen Mannschaft Libellule de Paris, mit der er die Bronzemedaille gewann. Über 4000 m im Freistil belegte er Rang vier, über 200 m Rücken Rang fünf und über 1000 m Freistil gab er das Rennen auf. Gemeinsam mit der Mannschaft seines Vereins Libellule de Paris errang er die Bronzemedaille im Wasserball.
Große Bekanntheit erlangte Bill Burgess 1911, als er, nach 13 vergeblichen Versuchen seit 1904, der zweite Mensch war, der nach Matthew Webb im Jahre 1875, den Ärmelkanal schwimmend durchquerte. Er benötigte 22 Stunden und 35 Minuten. 1926 war er der Trainer von Gertrude Ederle, die als erste Frau den Kanal durchschwamm. Im Jahr darauf gehörte er gemeinsam mit Montague Holbein zu den Gründungsmitgliedern der Channel Swimming Association (CSA).
Für seine Kanalüberquerung wurde Burgess mit einem goldenen Pokal geehrt, der viele Jahre in den Old Westminster Public Baths in London ausgestellt war. Eine bronzene Büste von ihm stand in einem inzwischen abgerissenen Schwimmbad in seinem Heimatort Rotherham, deren Nase glänzte, weil es Usus der Schulkinder war, zum Schutz gegen Ertrinken ihre Handtücher daran zu reiben. Die Büste ist heute im dortigen Clifton Park Museum zu sehen.